# 弁済
弁済（べんさい）とは、債務者（又は第三者）が債務の給付を実現すること。債権（債務）の本来的な消滅原因である。
- 民法について以下では、条数のみ記載する。

## 概説
弁済とは、債務者が債権の目的を実現させることである。
- 債権の目的が金銭の支払の場合は、金銭の支払
- 債権の目的が物の引渡しの場合は、物の引渡し
- 債権の目的が劇場への出演の場合は、劇場への出演

弁済は債権の消滅という視点から見た表現であり、債権の実現という視点に着目すると履行と表現される。また、弁済（あるいは履行）の対象となる物や権利に着目して給付という表現が用いられることもあるが、給付は弁済の内容である。債務の本旨に従った弁済がなされないことを債務不履行といい、この場合には債権は消滅しない（なお、約定債権においては債務不履行に基づく契約の解除などがあれば債権は消滅する）。

## 弁済の提供

### 弁済の提供の意義
弁済の提供とは、債務の履行について債権者の協力が必要で債務者単独では給付行為を完了させることができない性質のものである場合に、債務者が債務の本旨に従って給付の実現のために必要な準備を行い債権者の協力を求めることをいう。債務の内容が一定の場所に建物を建てないといった不作為債務のように債務者の一方的履行行為で足りる場合には弁済の提供は問題とはならない。

### 弁済の提供の要件
1. 現実の提供または口頭の提供がなされること
2. 債務の本旨に従った弁済の提供であること（給付の内容・時期・場所などが問題となる）

### 弁済の提供の方法
弁済の提供の方法には現実の提供と口頭の提供（言語上の提供）がある。
- 現実の提供
債務の本旨に従って現実に行う弁済の提供の方法を現実の提供といい、原則的な弁済の提供の方法である（493条本文）。何が現実の提供にあたるのかは債務の性質により決定される。
- 口頭の提供（言語上の提供）
弁済の準備をしたことを通知してその受領を催告する弁済の提供の方法を口頭の提供（言語上の提供）といい、債権者があらかじめ受領を拒んだ場合（受領期日の延期、契約の解除の拒絶、反対給付の不履行などの債権者の受領拒絶）、あるいは債務の履行について債権者の行為を要する場合（取立債務、登記債務、加工債務、場所や期日の指定のある場合など）に認められる弁済の提供の方法である（493条但書）。

#### 弁済の内容
- 特定物の引渡し（483条）
債権の目的が特定物の引渡しである場合において、契約その他の債権の発生原因及び取引上の社会通念に照らしてその引渡しをすべき時の品質を定めることができないときは、弁済をする者は、その引渡しをすべき時の現状でその物を引き渡さなければならない。2017年の改正前の民法483条は「債権の目的が特定物の引渡しであるときは、弁済をする者は、その引渡しをすべき時の現状でその物を引き渡さなければならない。」と定めていたが、債務者が契約時から引渡時まで保存義務を尽くさなかったときでも引渡時の現状で引き渡せば免責されるとの誤解を生む可能性があるなどの問題があり、2017年改正の民法（2020年4月1日法律施行）で「契約その他の債権の発生原因及び取引上の社会通念に照らしてその引渡しをすべき時の品質を定めることができないとき」の文言の追加が行われた[2]。

#### 弁済の時期
弁済すべき時期（履行期）については412条に規定されている。

#### 弁済の場所
弁済の場所については484条1項に規定されている。
- 別段の意思表示がないときは、以下の例による。
- 特定物の引渡し：債権発生時にその物が存在した場所が弁済の場所となる。
- その他の弁済：債権者の現在の住所が弁済の場所となる（持参債務の原則）。

#### 弁済の時間
弁済の場所については484条2項により「法令又は慣習により取引時間の定めがあるときは、その取引時間内に限り、弁済をし、又は弁済の請求をすることができる。」とされている。2017年改正の民法（2020年4月1日法律施行）で商法520条にあった定めを一般化するため新設された。これにより商法の旧520条は削除されることとなった。

### 弁済の費用
弁済の費用については485条に規定されている。

### 弁済の提供の効果
債務者は、弁済の提供の時から、債務を履行しないことによって生ずべき責任を免れる（492条）。2017年改正の民法（2020年4月1日法律施行）で履行遅滞を理由とする損害賠償責任を免れるという弁済の提供の効果が明確化された。

## 弁済の主体

### 弁済の主体と第三者弁済
通常は債務者が弁済に当たるが、債務の弁済は、第三者もすることができる（474条1項）。これを第三者弁済という。
第三者弁済には以下の制約がある。
弁済をするについて正当な利益を有する者でない第三者の場合
- 弁済をするについて正当な利益を有する者でない第三者は、債務者の意思に反して弁済をすることができない。ただし、債務者の意思に反することを債権者が知らなかったときは、この限りでない（474条2項）。2017年の改正前の民法473条2項に当たるが、2017年改正の民法（2020年4月1日法律施行）で債務者の意思に反することを債権者が知らなかったときは弁済を有効とするただし書が追加され、債務者の意思に反するかどうか把握できない債権者の利益を保護している[3][2]。
- 弁済をするについて正当な利益を有する者でない第三者は、債権者の意思に反して弁済をすることができない。ただし、その第三者が債務者の委託を受けて弁済をする場合において、そのことを債権者が知っていたときは、この限りでない（474条3項）。2017年改正の民法（2020年4月1日法律施行）で追加された規定で、債権者はその弁済が債務者の意思に反するかどうかを知り得ない場合があるため、債権者は原則として「弁済をするについて正当な利益を有する者でない」ことを理由に弁済を拒絶できるとし債権者を保護している[3][2]。

その債務の性質が第三者の弁済を許さないとき、又は当事者が第三者の弁済を禁止し、若しくは制限する旨の意思表示をした場合
その債務の性質が第三者の弁済を許さないとき、又は当事者が第三者の弁済を禁止し、若しくは制限する旨の意思表示をしたときは、第三者弁済はできない（474条4項）。
2017年の改正前の民法の473条1項ただし書に当たる。第三者による弁済の禁止について当事者の意思を尊重する趣旨で、実務では債権管理が煩雑になるのを避ける目的で第三者による弁済を禁止した契約がみられる。

### 弁済による代位
債務者のために弁済をした者は、債権者に代位する（499条）。債権者に代位した者は、債務者に対して求償をすることができる範囲内で、債権の効力及び担保としてその債権者が有していた一切の権利を行使することができる（501条）。
2017年改正の民法（2020年4月1日法律施行）で旧499条と旧500条の条文を一つにまとめるなど規定が整理された。

## 弁済受領者

### 無権限者に対する弁済
債権者及び法令の規定又は当事者の意思表示によって弁済を受領する権限を付与された第三者を受領権者という（478条）。原則として弁済を受領する権限を有しない者に対してなした弁済は、債権者がこれによって利益を受けた限度においてのみ弁済の効力を有する（479条）。
ただし、債権者としての外観を信頼した弁済者を保護するため、受領権者以外の者であって取引上の社会通念に照らして受領権者としての外観を有するものに対してした弁済は、その弁済をした者が善意であり、かつ、過失がなかったときに限り、その効力を有する（478条）。弁済を受領する権限を有する債権者は、弁済を受領する権限を有しないにもかかわらず弁済を受領した債権の準占有者に対して不当利得返還請求をなすことができる。
2017年の改正前の民法478条では「債権の準占有者」という用語が使われていたが、判例で範囲が拡張され、用語自体もわかりにくかったことから、2017年改正の民法（2020年4月1日法律施行）で「受領権者以外の者であって取引上の社会通念に照らして受領権者としての外観を有するもの」に変更された。
また、2017年の改正前の民法480条に受取証書の持参人に対する弁済の規定があった。通説・判例はこの規定が適用されるためには受取証書が真正なものでなければならないとし、偽造の受取証書の持参人に対する弁済は478条の債権の準占有者に対する弁済として保護される余地があるとしていた。2017年改正の民法（2020年4月1日法律施行）では民法480条の規定内容は478条に実質的に包含されていることから削除された。

### 支払の差止めを受けた第三債務者の弁済
差押えを受けた債権の第三債務者が自己の債権者に弁済をしたときは、差押債権者は、その受けた損害の限度において更に弁済をすべき旨を第三債務者に請求することができる（481条1項）。この場合、第三債務者からその債権者に対して求償権を行使することは可能である（481条2項）。

## 弁済の効果

### 基本的効果
債務者が債権者に対して債務の弁済をしたときは、その債権は、消滅する（473条）。2017年の改正前の民法には弁済の基本的効果の規定がなかったが、2017年改正の民法（2020年4月1日法律施行）で明文化された。
なお、債務者でない者が債務者のために弁済をした者が弁済した場合は、その者が債権者に代位し（499条）、債務者に対して求償をすることができる範囲内で、債権の効力及び担保としてその債権者が有していた一切の権利を行使することができる（501条）。この場合については代位弁済を参照。

### 受取証書の交付と債権証書の返還
- 受取証書の交付
弁済をする者は、弁済と引換えに、弁済を受領する者に対して受取証書（領収書）の交付を請求することができる（486条）。弁済者が弁済を提供するにあたり受取証書の交付を要求した場合に、弁済受領者がその交付を拒絶した場合には弁済者は遅滞の責めを免れる（大判昭和16年3月1日民集20巻163頁）。2017年改正の民法（2020年4月1日法律施行）で債務の履行と受取証書の交付とは同時履行の関係にあることを明文化するため「弁済と引換えに」の文言が追加された[2]。
- 債権証書の返還
債権に関する証書がある場合において、弁済をした者が全部の弁済をしたときは、その証書の返還を請求することができる（487条）。

### 弁済として引き渡した物の取戻し
弁済をした者が弁済として他人の物を引き渡したときは、その弁済をした者は、更に有効な弁済をしなければ、その物を取り戻すことができない（475条）。
前条の場合において、債権者が弁済として受領した物を善意で消費し、又は譲り渡したときは、その弁済は、有効とする。この場合において、債権者が第三者から賠償の請求を受けたときは、弁済をした者に対して求償をすることを妨げない（476条）。
なお、旧476条は「譲渡につき行為能力の制限を受けた所有者が弁済として物の引渡しをした場合において、その弁済を取り消したときは、その所有者は、更に有効な弁済をしなければ、その物を取り戻すことができない」と定めているが、適用場面が限定的である上に、再度の債務の履行と引き渡した物の取戻しに同時履行関係が認められない不合理な規定であるという有力な批判があり削除された。現476条は2017年改正の民法で旧477条から繰り上げられた。

### 預金又は貯金の口座に対する払込みによる弁済
債権者の預金又は貯金の口座に対する払込みによってする弁済は、債権者がその預金又は貯金に係る債権の債務者に対してその払込みに係る金額の払戻しを請求する権利を取得した時に、その効力を生ずる（477条）。実務上の運用をもとに2017年改正の民法（2020年4月1日法律施行）で新設された。

### 弁済の充当
債務者が同一債権者に対して同種の数個の債務を負担しており、弁済として提供した給付がすべての債務を消滅させるのに足りない場合に、いずれの債務に弁済をあてるべきか（弁済の充当）が問題となる。弁済の充当は次の順序による。
1. 合意充当
弁済をする者と弁済を受領する者との間に弁済の充当の順序に関する合意があるときは、その順序に従い、その弁済を充当する（490条）。実務上、当事者間の合意が果たす役割は大きく、2017年改正の民法（2020年4月1日法律施行）で当事者間の合意があるときはそれが第一順位として適用される規定を新設して明確化された[2]。
2. 指定充当（488条1項〜3項、旧488条）
3. 法定充当（488条4項、旧489条）

なお、債務者が一個又は数個の債務について元本のほか利息及び費用を支払うべき場合（債務者が数個の債務を負担する場合にあっては、同一の債権者に対して同種の給付を目的とする数個の債務を負担するときに限る。）において、弁済をする者がその債務の全部を消滅させるのに足りない給付をしたときは、これを順次に費用、利息及び元本に充当しなければならない（489条1項）。これは費用、利息又は元本のいずれかの全てを消滅させるのに足りない給付をしたときについて準用される（489条2項）。現489条は2017年改正の民法で旧481条から繰り上げられ若干文言が変更されている。 

## 代物弁済
債権者との間で債務者の負担した給付に代えて他の給付をすることにより債務を消滅させる旨の契約することを代物弁済という。この場合には弁済と同一の効力を有し債権は消滅する（482条）。代物弁済は有償契約であるから目的物の瑕疵につき担保責任が問題となり、また、当事者間で目的物に瑕疵がある場合には代物弁済による債務の消滅の効果を否定して本来の債務を復帰させる特約がなされることもある。

## 弁済供託
債権者が弁済の受領を拒むとき及び弁済を受領することができないとき、弁済者が過失なく債権者を確知することができないときには、弁済者は債権者のために弁済の目的物を供託所に寄託してその債務を免れることができる（494条）。これを供託（弁済供託）という。